# Mathieu Kérékou
Mathieu Kérékou (Kourfa, Atakora, 2 de setembro de 1933 - Benim, 14 de outubro de 2015) foi presidente do Benim por 29 anos, em dois períodos separados, de 1972 até 1992 e 1996 até 2006.
Inicialmente, foi presidente do Daomé em 1972, após um longo período de instabilidade, com seis golpes de estado, que o país sofreu desde a independência, em 1960. Em 30 de novembro de 1975, o país mudou de nome, passando a se designar República Popular do Benim (em francês, Republique Populaire du Bénin (RPB), por iniciativa do governo militar revolucionário do coronel Kérékou. O governo marxista durou dezessete anos, até dezembro de 1989, quando foi abolido pelo coronel Kérékou, diante da pressão popular. Entre 19 e 28 de fevereiro de 1990, sob a presidência de De Souza, arcebispo de Cotonou, foi realizada a Conferência das Forças Vivas da Nação (em francês, Conférence des forces vives de la Nation), que estabeleceu um governo de transição, sob comando do primeiro-ministro Nicéphore Soglo. Em março de 1991, após eleições presidenciais, Nicéphore Soglo foi eleito com mais de 67% dos votos, mas deixou o cargo de presidente em 1992.
Nas eleições democráticas de 1996 foi eleito presidente e reeleito em março de 2001. Em 2006 passou o cargo a Thomas Yayi Boni.
Em 14 de outubro de 2015, aos 82 anos, Kérékou morre.